# John Barrowman
John Barrowman (Glasgow, 11 maart 1967) is een Schotse (musical)acteur, danser, zanger en televisiepresentator die heeft gewerkt in het Verenigd Koninkrijk en de Verenigde Staten. Hij spreekt Engels met een Amerikaans accent omdat zijn gezin verhuisde naar Illinois toen hij negen jaar oud was.
Hij is het meest bekend van zijn televisiewerk in het Verenigd Koninkrijk, met name van zijn rol als captain Jack Harkness in Doctor Who en de spin-off Torchwood. Ook heeft hij meegewerkt aan programma's als Any Dream Will Do en How Do You Solve A Problem Like Maria?, waarin nieuwe musicalsterren gezocht werden.
In 2006 werd hij door de homorechtenorganisatie Stonewall gekozen tot "Entertainer of the Year" en was in november 2006 derde in de "Hottest Commodity" poll van Broadcast Magazine.

## Biografie
Barrowman werd geboren in Mount Vernon in Glasgow waar hij de eerste jaren van zijn leven doorbracht. Zijn moeder werkte in een platenzaak en zijn vader werkte voor een machinefabriek. In 1976 verhuisde het gezin naar de Verenigde Staten door het bedrijf waar zijn vader werkte.
De volgende jaren bracht Barrowman door in Aurora (Illinois), waar zijn vader manager was van een tractorfabriek. Hij kreeg in 1985 zijn diploma van de Joliet West High School. In die tijd kreeg hij al rollen in musicals. Tussen 1983 en 1985 had hij rollen in Hello, Dolly!, Oliver!, Camelot, Li'l Abner en Anything Goes, maar hij werkte op aandringen van zijn vader ook een zomer bij een energiemaatschappij. Hij studeerde in San Diego, en keerde in 1990 terug naar het Verenigd Koninkrijk..
Barrowman is sinds 1993 samen met zijn partner Scott Gill, die hij ontmoette toen ze samenwerkten in het toneelstuk Rope in het Chichester Festival Theatre. Het stel heeft huizen in Londen en Cardiff. Ze zijn officieel "geregistreerde partners", waarvoor ze een bescheiden plechtigheid hielden in Cardiff, met zo'n 40 gasten.

## Carrière
Zijn professionele debuut was in 1989 in Cole Porters musical Anything Goes in het Londense West End theater. Ook heeft hij daar gespeeld in onder meer Miss Saigon, Belle en het Beest, Hair en Grease. Voor zijn rol als Cal Chandler in The Fix werd hij in 1998 genomineerd voor een Laurence Olivier Award voor Beste Acteur in een Musical. Hij speelde Joe Gillis in Sunset Boulevard in het West End en op Broadway. Naast musicals speelde hij ook in toneelstukken, zoals Rope en A Few Good Men, waarin hij samen speelde met Rob Lowe. Ook speelde hij in de televisieserie Arrow, als Malcolm Merlyn.
In Europa is hij vooral bekend van zijn rol als Captain Jack Harkness in de recente serie van Doctor Who en de spin-off daarvan, Torchwood. In de Verenigde Staten is hij waarschijnlijk vooral bekend uit soapseries als Titans en Central Park West.
Barrowman was een van de kandidaten voor de rol van Will in de Amerikaanse serie Will & Grace, maar de producenten vonden hem "te hetero" voor de rol, en gaven hem aan Eric McCormack, die hetero is.
Hij was te gast in de muzikale panelquiz Never Mind the Buzzcocks, waarbij hij de presentator, Simon Amstell, uitdaagde voor een "gay-off". Hij was ook gastpresentator van The Friday Night Project op Channel 4, waar hij onder meer de rol van "omniseksuele" Jack Harkness en de mogelijkheden van de lange vingers van ET besprak, en zijn achterwerk aan het publiek liet zien.
- Bibsys: 61751
- Biblioteca Nacional de España: XX923233
- Bibliothèque nationale de France: cb15010083k (data)
- CiNii: DA15504890
- Gemeinsame Normdatei: 134755901
- International Standard Name Identifier: 0000 0000 8367 7068
- Library of Congress Control Number: no98064185
- MusicBrainz: 2f4cc8b7-bf39-402e-b9c9-1c7ca1de2efd
- Nederlandse Thesaurus van Auteursnamen: 320590518
- Istituto Centrale per il Catalogo Unico: RAVV522057
- Système universitaire de documentation: 196302056
- Trove: 1593907
- Virtual International Authority File: 29148555
- WorldCat: E39PBJgt6QjQTVDMXmCwBxWMT3